# HMS Perseus (N36)
| «Персеус» (N36)                                                       | «Персеус» (N36) | «Персеус» (N36) |
| --------------------------------------------------------------------- | --- | --- |
| HMS Perseus (N36)                                                     | | |
|                                                                       | | |
| Британський однотипний з «Персеус» човен «Пандора». 1930              | | |
| Верф                                                                  | Vickers-Armstrongs, Барроу-ін-Фернесс | Vickers-Armstrongs, Барроу-ін-Фернесс |
| Під прапором                                                          | Велика Британія | Велика Британія |
| Належність                                                            | Військово-морські сили Великої Британії | Військово-морські сили Великої Британії |
| Порт приписки                                                         | Гонконг, Сінгапур, Александрія, Валлетта | Гонконг, Сінгапур, Александрія, Валлетта |
| Замовлення                                                            | 7 лютого 1928 | 7 лютого 1928 |
| Закладений                                                            | 2 липня 1928 | 2 липня 1928 |
| Спуск на воду                                                         | 22 травня 1929 | 22 травня 1929 |
| Введений до складу флоту                                              | 15 квітня 1930 | 15 квітня 1930 |
| На службі                                                             | 1930–1941 | 1930–1941 |
| Загибель                                                              | 6 грудня 1941 року імовірно підірвався на мінному полі в Іонічному морі між островами Кефалонія та Закінф поблизу західного узбережжя Греції | 6 грудня 1941 року імовірно підірвався на мінному полі в Іонічному морі між островами Кефалонія та Закінф поблизу західного узбережжя Греції |
| Сучасний статус                                                       | затонулий | затонулий |
| Бойовий досвід                                                        | Друга світова війна Битва на Середземному морі Мальтійські конвої Поставки на Мальту                                                         | Друга світова війна Битва на Середземному морі Мальтійські конвої Поставки на Мальту                                                         |
| Проєкт                                                                | | |
| Класифікація ПЧ                                                       | океанський дизель-електричний підводний човен                                                                                                | океанський дизель-електричний підводний човен                                                                                                |
| Тип ПЧ                                                                | Підводний човен типу «Партіан» | Підводний човен типу «Партіан» |
| Основні характеристики                                                | | |
| Швидкість (надводна)                                                  | 17,5 вузлів (32,4 км/год) | 17,5 вузлів (32,4 км/год) |
| Швидкість (підводна)                                                  | 9 вузлів (17 км/год) | 9 вузлів (17 км/год) |
| Робоча глибина занурення                                              | 90 м | 90 м |
| Гранична глибина занурення                                            | 150 м | 150 м |
| Дальність плавання                                                    | 8 500 миль (15 700 км) на швидкості 10 вузлів                                                                                                | 8 500 миль (15 700 км) на швидкості 10 вузлів                                                                                                |
| Екіпаж                                                                | 59 офіцерів та матросів | 59 офіцерів та матросів |
| Розміри                                                               | | |
| Довжина найбільша (по КВЛ)                                            | 105 м | 105 м |
| Ширина корпусу найб.                                                  | 8,61 м | 8,61 м |
| Середня осадка (по КВЛ)                                               | 4,85 м | 4,85 м |
| Водотоннажність надводна                                              | 2 026 тонн | 2 026 тонн |
| Водотоннажність підводна                                              | 2 723 тонни | 2 723 тонни |
| Силова установка                                                      | | |
| Дизель-електрична: 2 × дизельних двигуни Admiralty 2 × електродвигуни | | |
| Гвинти                                                                | 2 | 2 |
| Потужність                                                            | 4 400 к.с. (дизелі) 1 530 к.с. (електродвигуни)                                                                                              | 4 400 к.с. (дизелі) 1 530 к.с. (електродвигуни)                                                                                              |
| Озброєння                                                             | | |
| Артилерія                                                             | 1 × 102-мм корабельна гармата Mk.XII | 1 × 102-мм корабельна гармата Mk.XII |
| Торпедно- мінне озброєння                                             | 6 × 533-мм носових торпедних апарати 13 торпед                                                                                               | 6 × 533-мм носових торпедних апарати 13 торпед                                                                                               |
| ППО                                                                   | 2 × зенітні кулемети Lewis | 2 × зенітні кулемети Lewis |

«Персеус» (N36) (англ. HMS Perseus (N36) — військовий корабель, океанський патрульний підводний човен далекого радіусу дії типу «Партіан» Королівського військово-морського флоту Великої Британії часів Другої світової війни.
Підводний човен «Персеус» був закладений 2 липня 1928 року на верфі компанії Vickers-Armstrongs у Барроу-ін-Фернесс. 22 травня 1929 року він був спущений на воду, а 15 квітня 1930 року увійшов до складу Королівських ВМС Великої Британії.
Підводний човен брав активну участь у бойових діях Другої світової війни. «Персеус» здійснив 13 бойових походів, бився в Середземному морі, виконував завдання в Тихому океані.
6 грудня 1941 року «Персеус» перебував у 13-му бойовому поході поблизу західного узбережжя Греції й імовірно наразився на італійську морську міну між островами Кефалонія та Закінф, де затонув. Серед 61 членів екіпажу та пасажирів вціліла єдина людина. 1997 року залишки затонулого човна на глибині 52 м виявлені дайверами.

## Історія служби
На початок війни підводний човен перебував у складі 4-ї флотилії підводних човнів на Китайській станції разом з іншими кораблями свого класу. Це тривало до серпня 1940 року, доки їх не перенацілили до Середземного моря, де частиною їхніх обов'язків стало переправлення важливих вантажів між Александрією та обложеним островом Мальта. З жовтня по квітень 1941 року «Персеус» проходив ремонт на Мальті.
3 серпня 1941 року, по прибуттю до Єгипту, підводний човен увійшов до 1-ї флотилії підводних човнів, що базувалася в Александрії. 5 вересня 1941 року під командуванням капітана-лейтенанта Едварда Фредеріка Ніколая, він потопив 3867-тонний італійський танкер Maya в 5 морських милях (9 км) на південь від турецького острову Тенедос, а 2 жовтня — 2086-тонний торгове судно Castellon на захід від Бенгазі. Саме за ці дії командир Ніколай був нагороджений орденом «За видатні заслуги».
26 листопада 1941 року «Персеус» відплив з Мальти до Александрії із завданням патрулювати води на схід від Греції під час її проходження. Очевидно, на маршруті руху 3 грудня він торпедував якесь судно, але о 22:00 6 грудня він наразився на італійську міну біля Кефалонії, в 7 милях (11 км) на північ від Закінфа в Іонічному морі.
З 61 людини, що перебувала на борту, єдиним, хто вижив, був 31-річний кочегар Джон Кейпс, один із двох не членів екіпажу, яких підводники мали доправити до Александрії. Він і троє інших людей втекли з підводного човна, використовуючи аварійний рятувальний дзвін «Твілл Транк» (англ. Twill Trunk) у машинному відділенні та одягнувши рятувальний апарат. Однак лише він вижив під час підйому на поверхню та після 8-кілометрового плавання до острова Кефалонія, де остров'яни його ховали протягом 18 місяців, перш ніж його контрабандою переправили каїком до Смірни в Туреччині. Згодом Кейпс був нагороджений медаллю Британської імперії.

## Відео
- H.M.Submarine Perseus
- Royal Navy submarine «HMS Perseus», Kefalonia Island, Greece
- H.M.Submarine Perseus 2007 in …